# هيلموت بلسنر
هيلموت بلسنر (بالألمانية: Helmuth Plessner)‏ هو فيلسوف ألماني، ولد في 4 سبتمبر 1892 في فيسبادن في ألمانيا، وتوفي في 12 يونيو 1985 في غوتينغن في ألمانيا.

## وصلات خارجية
- هيلموت بلسنر على موقع الموسوعة البريطانية (الإنجليزية)
- هيلموت بلسنر على موقع مونزينجر (الألمانية)